# Llista de peixos del mar de Barentsz
Aquesta llista de peixos del mar de Barentsz -incompleta- inclou 69 espècies de peixos que es poden trobar al mar de Barentsz ordenades per l'ordre alfabètic de llur nom científic.

## A
- Agonus cataphractus
- Alburnus alburnus
- Amblyraja hyperborea
- Amblyraja radiata
- Ammodytes marinus
- Anguilla anguilla
- Anisarchus medius
- Arctogadus glacialis
- Arctozenus risso
- Artediellus scaber

## B
- Bathyraja spinicauda
- Benthosema glaciale
- Brosme brosme

## C

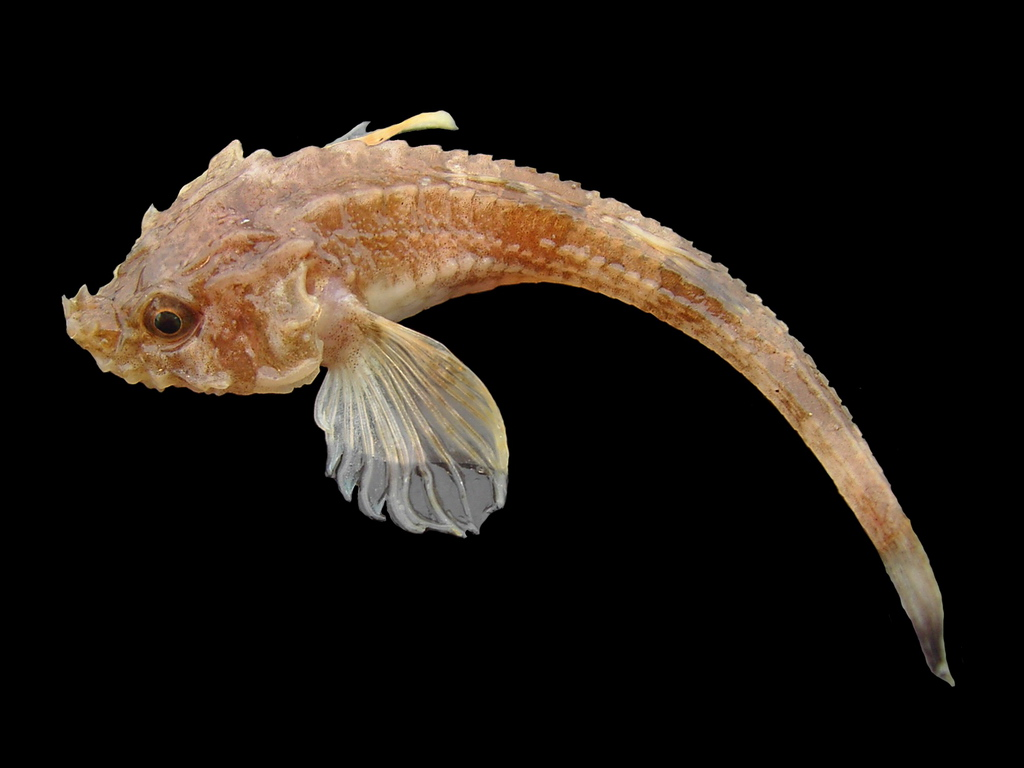
Agonus cataphractus

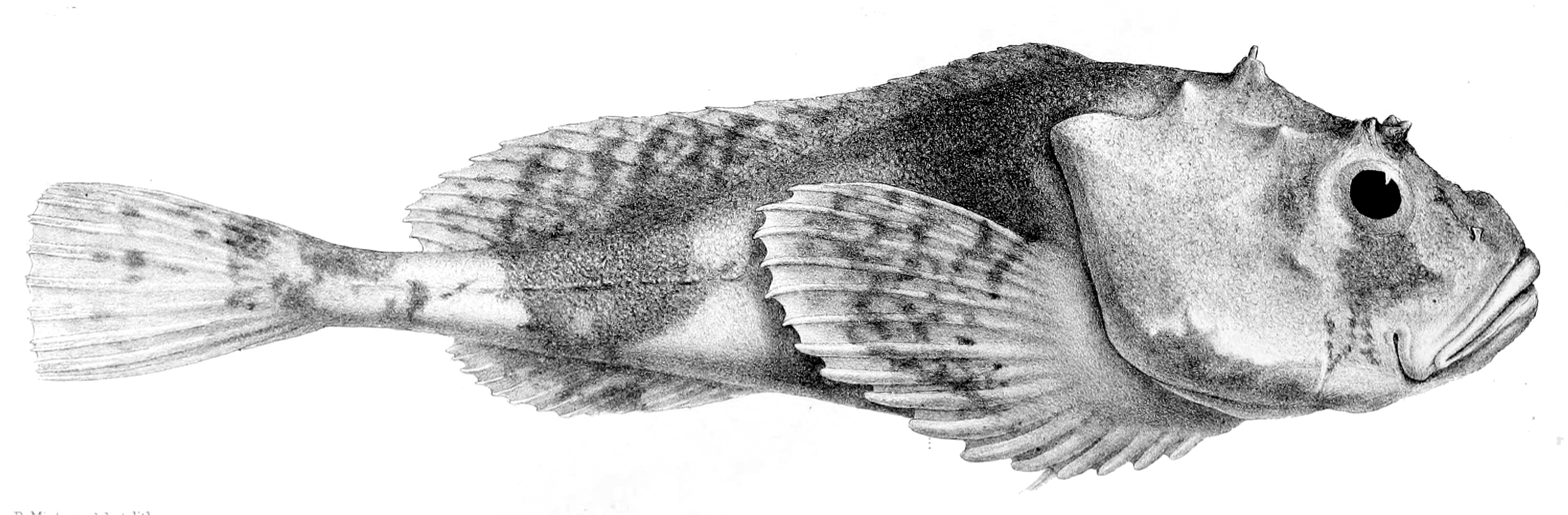
Cottunculus microps

- Careproctus knipowitschi
- Careproctus macrophthalmus
- Careproctus reinhardti
- Careproctus tapirus
- Careproctus telescopus
- Clupea harengus
- Clupea harengus
- Coregonus albula
- Cottunculus microps
- Cottunculus sadko
- Cyclopteropsis mcalpini

## D

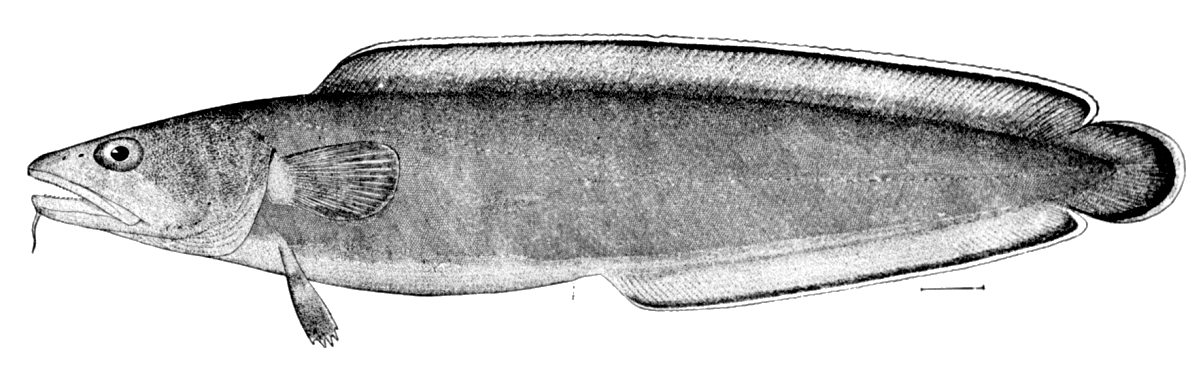
Brosme brosme

- Dipturus linteus

## E

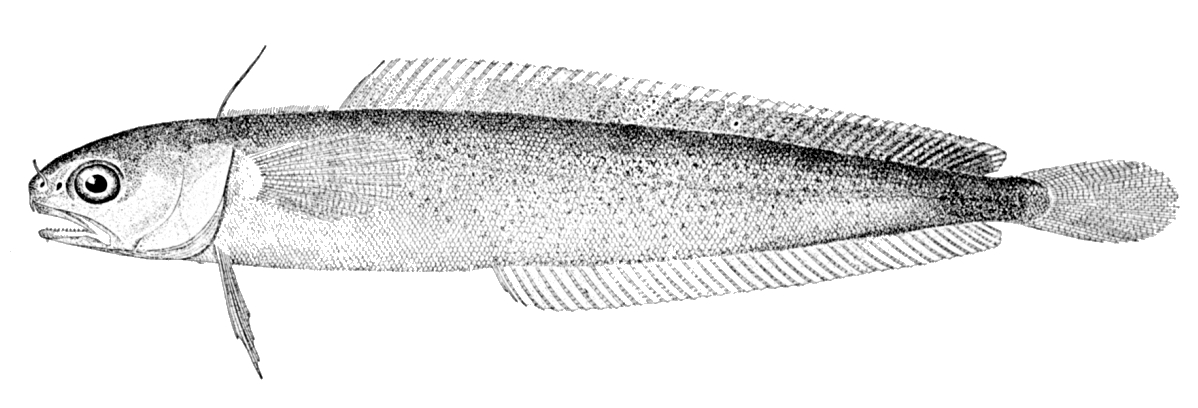
Enchelyopus cimbrius

- Enchelyopus cimbrius
- Eumicrotremus derjugini

## G

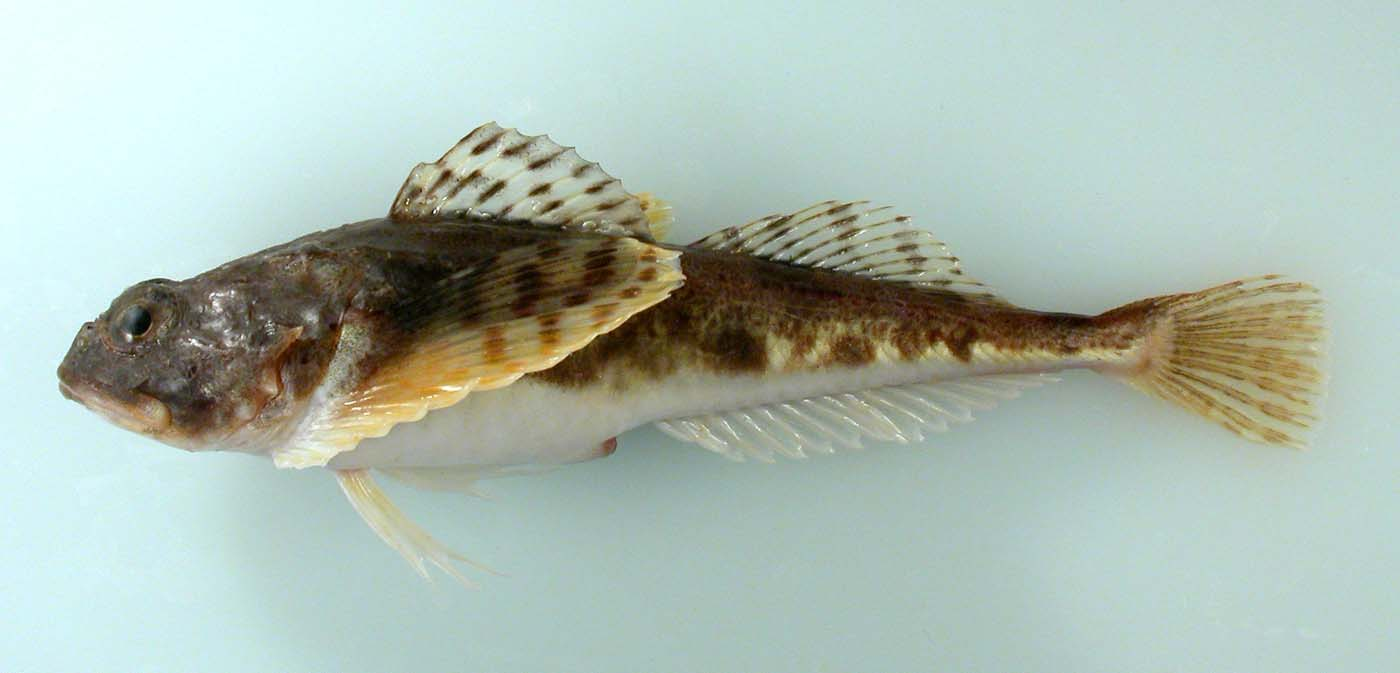
Gymnocanthus tricuspis

- Gadus morhua
- Gymnelus andersoni
- Gymnocanthus tricuspis

## I
- Icelus bicornis

## L

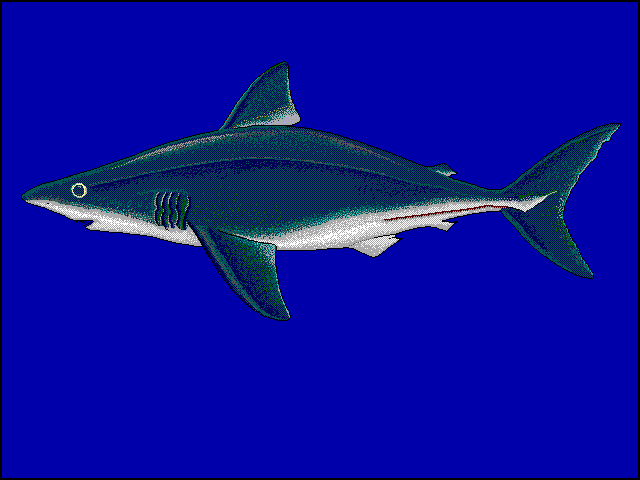
Marraix (Lamna nasus)

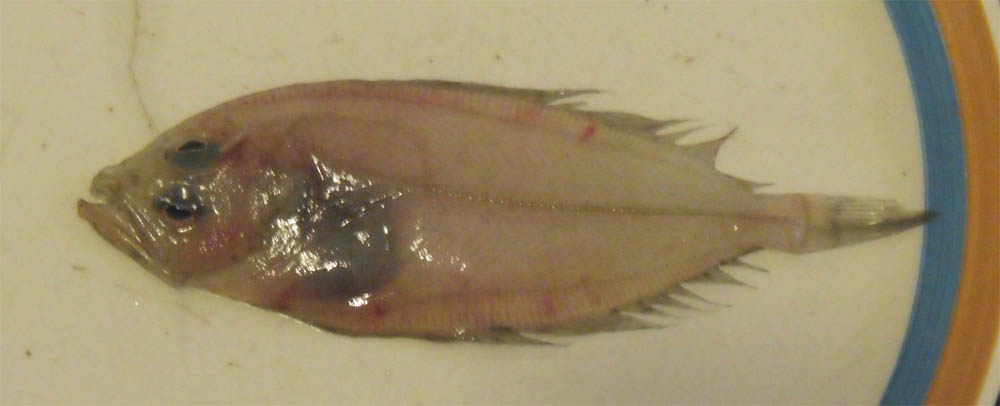
Bruixa sense taques (Lepidorhombus whiffiagonis)

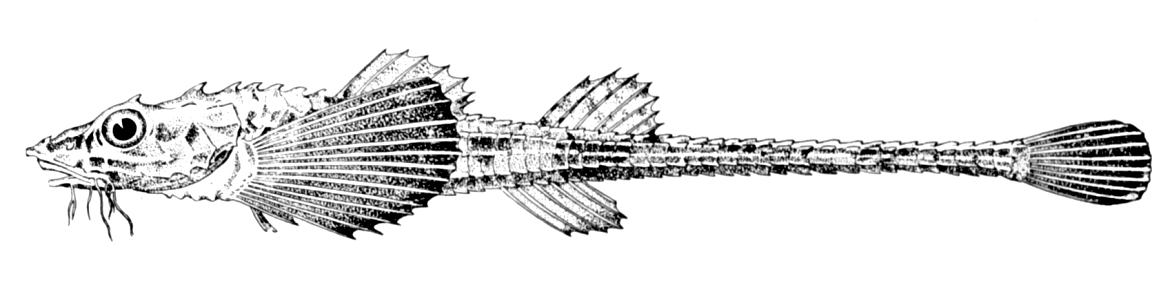
Leptagonus decagonus

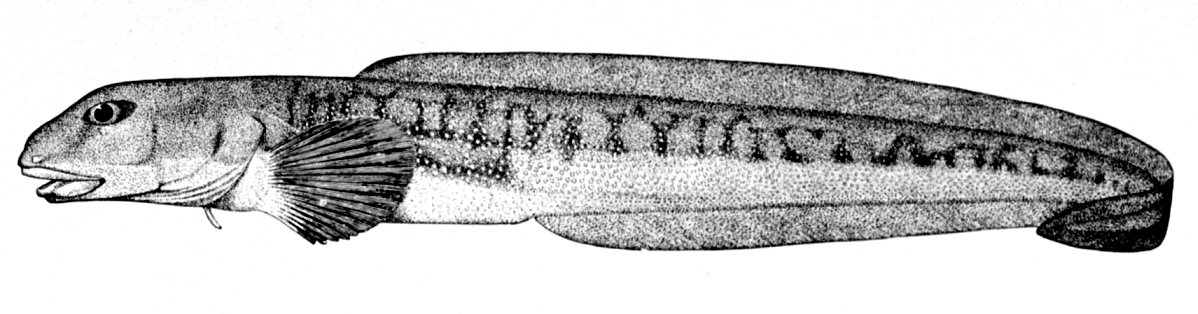
Lycodes vahlii

- Lamna nasus
- Lepidorhombus whiffiagonis
- Leptagonus decagonus
- Leptoclinus maculatus
- Lethenteron camtschaticum
- Liopsetta glacialis
- Liparis fabricii
- Liparis gibbus
- Liparis liparis liparis
- Liparis montagui
- Liparis tunicatus
- Lycenchelys sarsii
- Lycodes eudipleurostictus
- Lycodes gracilis
- Lycodes pallidus
- Lycodes reticulatus
- Lycodes rossi
- Lycodes seminudus
- Lycodes vahlii

## M
- Maurolicus muelleri
- Melanogrammus aeglefinus
- Micromesistius poutassou
- Molva dypterygia

## O
- Oncorhynchus gorbuscha

## P

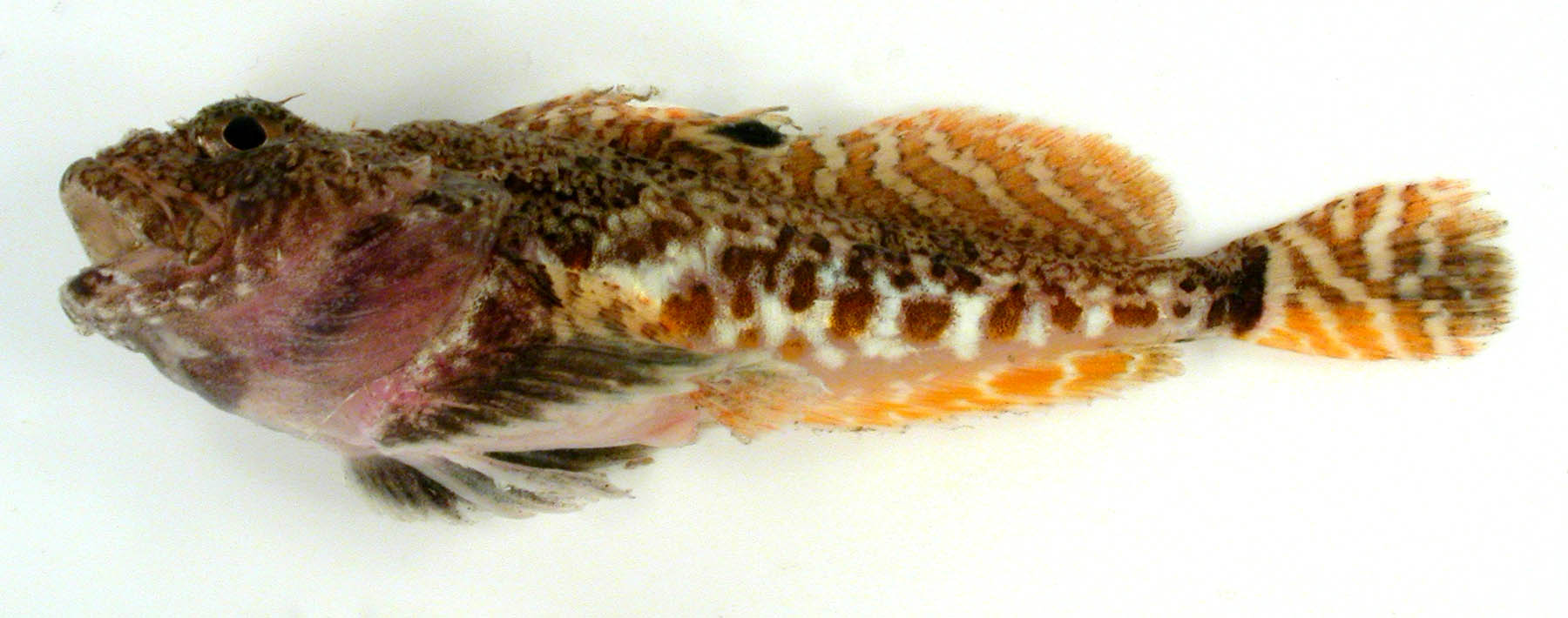
Artediellus scaber

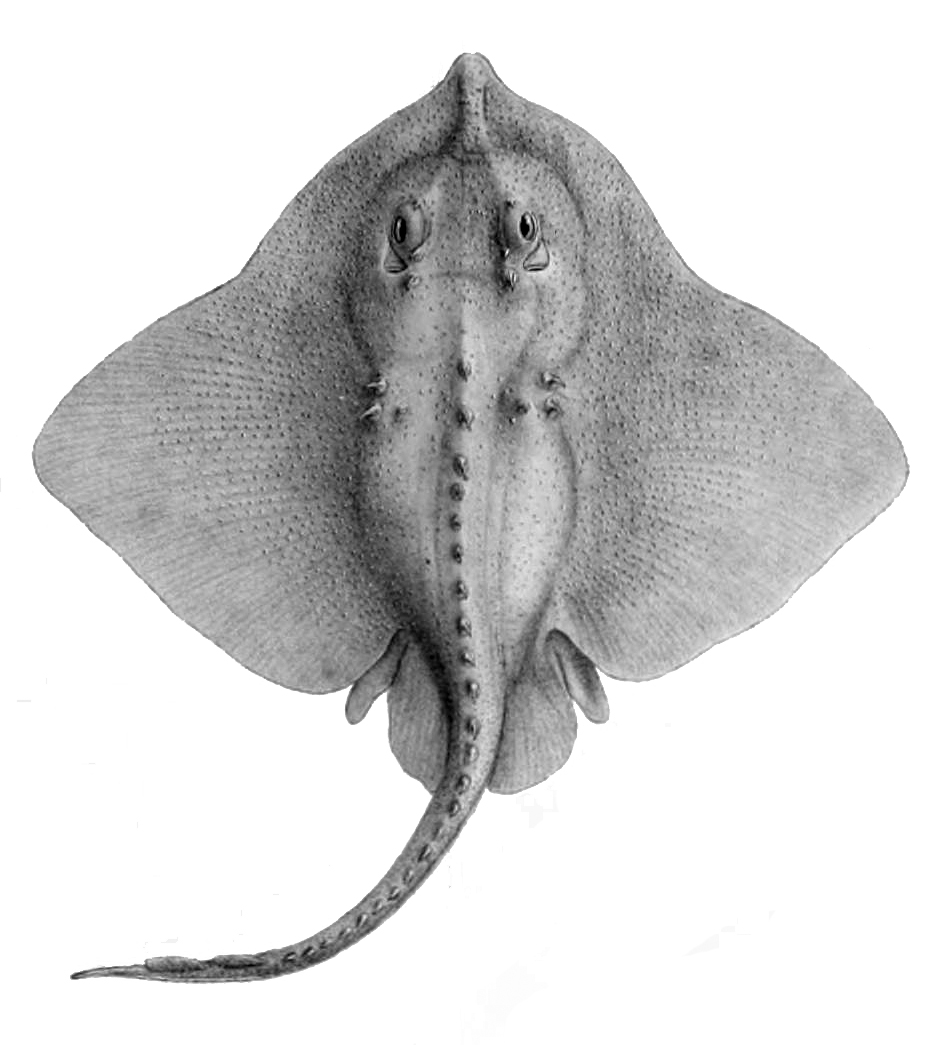
Amblyraja hyperborea

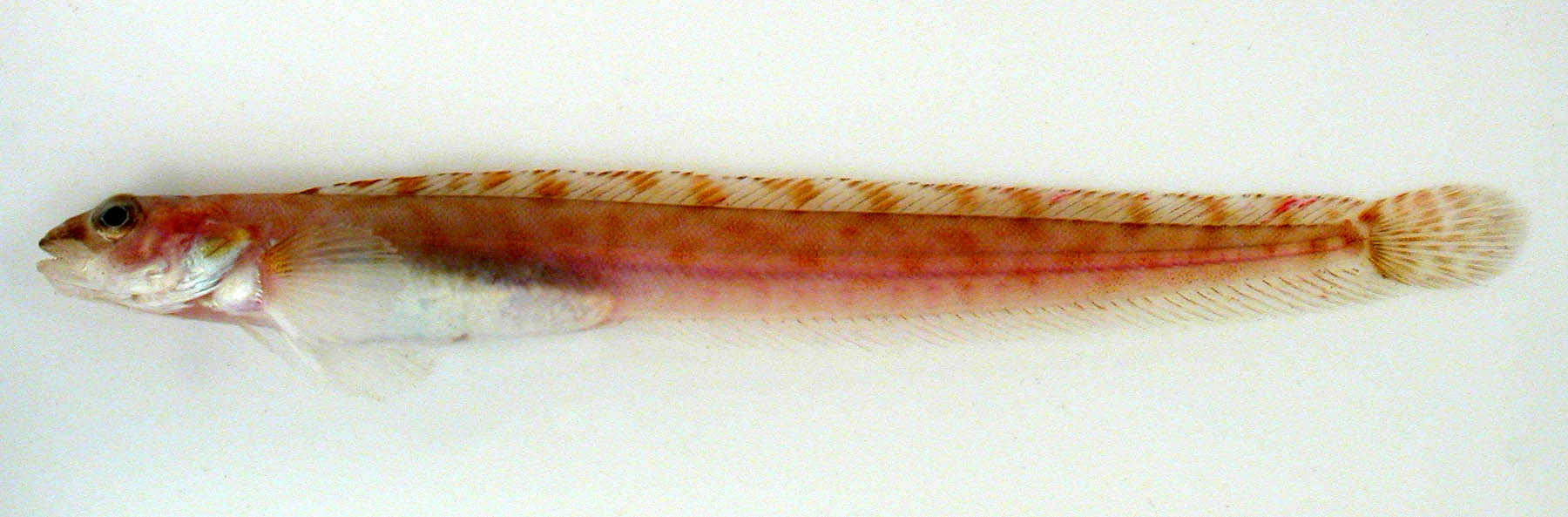
Anisarchus medius

- Paraliparis bathybius
- Petromyzon marinus
- Pleuronectes platessa
- Pungitius pungitius

## R
- Rajella fyllae
- Reinhardtius hippoglossoides

## S
- Salmo salar
- Salmo trutta trutta
- Sebastes marinus
- Sebastes mentella
- Squalus acanthias

## T
- Theragra finnmarchica
- Triglopsis quadricornis

## U
- Ulcina olrikii[1]